# Autobusna linija br. 241 u Zagrebu
Linija 241 (Glavni kolodvor – Veliko Polje) prigradska je autobusna linija u Zagrebu.
Prometuje svaki dan na trasi: Glavni kolodvor – Trg Stjepana Radića – Ulica Hrvatske bratske zajednice – Most slobode – Avenija Većeslava Holjevca – Islandska ulica – Ulica SR Njemačke – Avenija Većeslava Holjevca – Velikopoljska ulica – Galijska
Povezuje naselja Veliko Polje i Buzin s Glavnim kolodvorom gdje se ostvaruje presjedanje na vlak ili tramvaj. Prolazi uz novozagrebačke kvartove Siget, Sopot, Travno, Dugave i Sloboštinu. Linija je uvedena 9. studenog 2017.

## Vanjske poveznice
- Vozni red linije 241